# Capitulación de conquista
La capitulación de conquista es un contrato entre un Monarca y un particular para reclutar un ejército y conquistar un territorio determinado y así ponerlo bajo soberanía de los monarcas españoles. Los gastos de la expedición corrían a cargo del conquistador a cambio del título de gobernador, y una parte de las tierras y el botin, otra parte, alrededor de un 20% se reservaba para la Hacienda Real. Los conquistadores solían ser hidalgos extremeños o castellanos de escasa fortuna. Hay que recordar que estas se entregaban durante la Edad Moderna, época en la cual, la monarquía española estaba en pleno proceso de conquista de los territorios americanos. 